# Врата од Пила
Врата од Пила (Градска врата од Пила) су западни улаз у дубровачко старо градско језгро, традиционално први сусрет са градом, а налазе се у делу званом Пиле по којем су и добиле име.
Врата од Пила се налазе на месту некадашње тврђаве од Пила која је постојала већ 972. године, а срушена је 1818. године, али се и данас виде остаци те тврђаве између спољних и унутрашњих врата.
Спољна врата су саграђена 1573. године, у облику ренесансног лука, у зиду истоимене полукружне тврђаве. Изнад њих се налази кип св. Влаха (Власија), дубровачког свеца-заштитника. До врата се долази преко каменог мостa на три лука, са каменим клупама уз ограду. Мост је 1471. године подигао Паскоје Миличевић, градски инжењер чије је име повезано са настанком многих објеката у Дубровнику. Мост завршава другим дрвеним покретним мостом који се у време Дубровачке републике у одређени ноћни час подизао, а у раним јутарњим сатима спуштао и пропуштао приградско становништво и трговце.
Унутрашња врата од Пила уграђена су у главном градском зиду. Грађена су у облику готичког лука 1460. године, на месту старијих врата о којима постоје подаци из 13. века. Кип светог Влаха над унутрашњим вратима је исклесао један од најбољих хрватских вајара у 20. веку Иван Мештровић.
Градска врата су се закључавала, а кључ се чувао у стражарници Кнежевог двора.
Пиле, како се зове велики део западног градског предграђа, је реч грчког порекла а преведено на српски значи врата.